# Bohusläns valkrets
Bohusläns valkrets var under perioden 1867–1998 namnet på en valkrets för val till riksdagen. Mellan 1867 och 1970 fanns valkretsen i första kammaren, mellan 1922 och 1970 i andra kammaren och mellan 1971 och 1998 i enkammarriksdagen. I samband med att Västra Götalands län bildades 1998 bytte valkretsen beteckning till Västra Götalands läns västra valkrets.

## Enkammarriksdagen
Antalet fasta mandat i valkretsen var tio i valen 1970–1982 och därefter elva 1985–1994. Antalet utjämningsmandat var noll i valet 1970, ett i valen 1973–1991 och två i valet 1994.

### Ledamöter i enkammarriksdagen (ej komplett lista)

#### 1971–1973
- Nils Carlshamre, m
- Kjell A. Mattsson, c
- Lennart Mattsson, c
- Arvid Annerås, fp
- Henry Berndtsson, fp
- Georg Åberg, fp
- Gunnar Gustafsson, s
- Nils Magnusson, s
- Sven-Göran Olhede, s (1971)
  - Tyra Johansson, s (1972–1973)
- Evert Svensson, s

#### 1974–1975/76
- Nils Carlshamre, m
- Gunnar Johansson, m
- Märta Fredrikson, c
- Kjell A. Mattsson, c
- Lennart Mattsson, c
- Torkel Lindahl, fp
- Georg Åberg, fp
  - Arvid Annerås, fp (ersättare för Georg Åberg 16/3–10/5 1975 samt 5/4–8/5 1976)
- Gunnar Gustafsson, s (1974–1975)
- Tyra Johansson, s
- Nils Magnusson, s
- Evert Svensson, s

#### 1976/77–1978/79
- Nils Carlshamre, m
- Gunnar Johansson, m
- Märta Fredrikson, c
- Rune Johnsson, c
- Kjell A. Mattsson, c
- Torkel Lindahl, fp
- Georg Åberg, fp
  - Gunvor Wallin (ersättare 12/2–1/4 1979), fp
- Tyra Johansson, s
- Lennart Nilsson, s
- Karl-Evert Svartberg, s
- Evert Svensson, s

#### 1979/80–1981/82
- Nils Carlshamre, m
- Jens Eriksson, m
- Siri Häggmark, m
- Märta Fredrikson, c
- Kjell A. Mattsson, c
- Torkel Lindahl, fp
  - Kerstin Sandborg, fp (ersättare för Torkel Lindahl 10/3–9/4 1980)
- Georg Åberg, fp (1979/80–15/2 1981)
  - Kerstin Sandborg, fp (16/2 1981–3/10 1982)]
  - Kerstin Sandborg, fp (ersättare 1 juli 1980–15 februari 1981)
- Tyra Johansson, s
- Lennart Nilsson, s
- Karl-Evert Svartberg, s
- Evert Svensson, s
  - Sverre Palm, s (ersättare för Evert Svensson 16/11–19/12 1979, 13/2–14/3 1981 och 13/11–14/12 1981)

#### 1982/83–1984/85
- Nils Carlshamre, m
- Jens Eriksson, m
- Siri Häggmark, mv
- Elving Andersson, c
- Kjell A. Mattsson, c
- Kenth Skårvik, fp
- Lisbet Calner, s
- Tyra Johansson, s
- Lennart Nilsson, s
- Karl-Evert Svartberg, s
  - Sverre Palm, s (ersättare för Karl-Evert Svartberg 18/10–21/12 1983 och 16/10–16/11 1984)
- Evert Svensson, s

#### 1985/86–1987/88
- Nils Carlshamre, m
- Jens Eriksson, m
- Siri Häggmark, m
- Elving Andersson, c
- Kjell A. Mattsson, c (1985/86–31/10 1987)
  - Eva Rydén, c (1/11 1987–21/6 1988)
- Leif Olsson, fp
- Kenth Skårvik, fp
- Lisbet Calner, s
- Lennart Nilsson, s
- Sverre Palm, s
- Karl-Evert Svartberg, s (ledig 15/10–15/11 1985 och 15/10–14/11 1986)
- Evert Svensson, s

#### 1988/89–1990/91
- Elving Andersson, c
  - Eva Rydén, c (ersättare 13/10 1988–15/1 1989)
  - Eva Rydén, c (ersättare 13/10–12/11 1990)
- Jens Eriksson, m (ledig 7/11 1988–7/1 1989)
- Ing-Britt Nygren, m
  - Inger René, m (ersättare för Ing-Britt Nygren 13/10 1988–6/11 1989)
- Leif Olsson, fp
- Kenth Skårvik, fp
- Kent Lundgren, mp
- Lisbet Calner, s
- Lennart Nilsson, s
- Sverre Palm, s
- Karl-Evert Svartberg, s (ledig 16/10–23/11 1989)
- Evert Svensson, s
- Lars Bäckström, vpk/v

#### 1991/92–1993/94
- Stig Grauers, m
- Kent Olsson, m
- Inger René, m
- Åke Carnerö, kds
- Elving Andersson, c
- Kenth Skårvik, fp
- Leif Bergdahl, nyd
- Lisbet Calner, s
- Lennart Nilsson, s
- Sverre Palm, s
- Karl-Evert Svartberg, s
- Lars Bäckström, v (ledig 22/10–21/11 1993)

#### 1994/95–1997/98
- Elving Andersson, c
- Kenth Skårvik, fp
- Åke Carnerö, kds/kd
- Stig Grauers, m
- Kent Olsson, m
- Inger René, m
- Per Lager, mp
- Lisbet Calner, s
- Märta Johansson, s
- Lennart Nilsson, s
- Mona Berglund Nilsson, s
- Sverre Palm, s
- Lars Bäckström, v

## Första kammaren
I första kammaren var Göteborgs och Bohus läns landstingsområde (alltså hela länet utom Göteborgs stad) en egen valkrets under namnet Göteborgs och Bohus läns valkrets. Antalet mandat var till en början sex, men minskades till fem år 1870, höjdes åter till sex 1897 och sänktes på nytt till fem 1934. 

### Ledamöter i första kammaren

#### 1867–1911 (successivt förnyade mandat)
- Albert Ehrensvärd den äldre, FK:s min 1867–1872, skån 1873–1874 (1867–1874)
  - Sven Adolf Hedlund, lmp:s fil (1875–1876)
    - Albert Ehrensvärd den äldre, skån 1877–1885 (1877–1890)
      - Carl Nyström, prot (1891–1899)
        - Gustaf Lagerbring, min 1900–1904, mod 1905–1911 (1900–1911)
- Olof Fåhræus (1867–1878)
  - Fredrik Hederstierna, skån 1879–1885 (1879–1887)
    - Fredrik Daniel Carlborg (1888–1891)
      - Fredrik Pettersson, prot (1892–1907)
        - Eric Hallin, prot 1908–1909, fh 1910–1911 (1908–1911)
- Charles Dickson, FK:s min (1867–1872)
  - August Gyllensvaan (1873–1874)
    - Arthur Koch (1875–1879)
      - Axel Ekstedt (1880–1881)
        - Wilhelm Dufwa (1882–1883)
          - Arthur Koch (1884–1887)
            - Abraham Rundbäck, prot (1888–1890)
              - Lars Åkerhielm, prot 1891–1909, fh 1910–1911 (1891–1913)
- August Gyllensvaan (1867)
  - Leonard Nordenfelt (1868–1885)
    - Johan Leffler (1886–1888)
      - Oscar Evers (1889–1894)
        - Edvard Rodhe (1895–1902)
          - Alexis Hammarström, prot 1908–1909, fh 1910–1911 (1903–1911)
- Gustaf Daniel Björck (1867)
  - Wilhelm Leijonancker (1868–1876)
    - Anton Niklas Sundberg (1877–lagtima riksmötet 1892)
      - Gustaf Snoilsky (urtima riksmötet 1892–1894)
        - Oscar Bergius, prot (1895–1900)
          - Carl Nyström, prot (1901–1909)
            - Melcher Lyckholm, fh (1910–1911)
- William Thorburn (1867–1869)
- Carl af Trampe (1879)
  - Carl von Stockenström (1880–1887)
    - Johan Sanne, prot (1888–1902)
      - Pontus Fahlbeck, prot 1903–1904, mod 1905–1911 (1903–1911)

#### 1912
- Eric Hallin, n
- Gustaf Lagerbring, n
- Melcher Lyckholm, n
- Lars Åkerhielm, n
- Johan Larsson, lib s
- Sixten Neiglick, lib s

#### 1913–lagtima riksmötet 1919
- Eric Hallin, n
- Gustaf Lagerbring, n (1913)
  - Ludvig Widell, n (1914–1919)
- Melcher Lyckholm, n
- Lars Åkerhielm, n (1913)
  - Herman Wrangel, n (1914–1919)
- Karl Andersson, lib s (16/1–31/12 1913)
  - Johan Larsson, lib s (1914–1915)
    - Edvard Alkman, lib s (1916–1919)
- Sixten Neiglick, lib s

#### Urtima riksmötet 1919
- Eric Hallin, n
- Ludvig Widell, n
- Edvin Karlsson, jfg
- Sixten Neiglick, lib s
- Isak Svensson, lib s
- Sigfrid Hansson, s

#### 1920–1921
- Eric Hallin, n
- Ludvig Widell, n
- Ernst B. Jönson, jfg
- Karl Andersson, lib s
- Isak Svensson, lib s
- Sigfrid Hansson, s

#### 1922–1925
- Eric Hallin, n
- Ludvig Widell, n
- Albin Andersson, bf
- Karl Andersson, lib s 1922–1923, lib 1924–1925
- Isak Svensson, lib s 1922–1923, lib 1924–1925
- Sigfrid Hansson, s

#### 1926–1933
- Eric Hallin, n 1926–1931, vilde 1932–1933
- Axel Sundberg, n
- Ludvig Widell, n
- Israel Holmgren, fris
- Isak Svensson, lib (1926–1930)
  - Karl Andersson, lib (1931–1933)
- Sigfrid Hansson, s

#### 1934–1941
- Axel Sundberg, n (1934)
  - Gunnar Sanne, h (1935–6/4 1937)
    - Emil Andersson, h (23/4 1937–1941)
- John Gustavson, bf
- Ivar Sköldén, bf (31/1 1934–1941)
- Sigfrid Hansson, s (1934–1937)
  - Karl Andersson, s (1938–1941)
- Theodor Nilsson, s

#### 1942–1949
- Frans Hansson, h (1942–30/6 1943)
  - Erik Arrhén, h (3/8 1943–1949)
- John Gustavson, bf (1942–10/2 1949)
  - Ruth Amundson, h (24/2–31/12 1949)
- Karl Andersson, s
- Gustaf Karlsson, s
- Oscar Mattsson, s

#### 1950–1957
- Erik Arrhén, h
- Herbert Hermansson, bf/c
- Gunnar Spetz, fp
- Karl Andersson, s
- Gustaf Karlsson, s

#### 1958–1965
- Erik Arrhén, h (1/1–3/9 1958)
  - Per-Eric Ringaby, h (12/10 1958–1963)
    - Bo Risberg, h (1964–1965)
- Herbert Hermansson, c
- Gunnar Spetz, fp (1958–1961)
  - Tore Billman, fp (1962–1965)
- Einar Dahl, s
- Nils Magnusson, s

#### 1966–1970
- Arne Svenungsson, h/m
- Herbert Hermansson, c
- Eskil Tistad, fp
- Einar Dahl, s
- Nils Magnusson, s

## Andra kammaren
När andra kammaren inrättades var Göteborgs och Bohus län indelat i ett stort antal valkretsar. Landsbygden bestod av sju valkretsar med vardera ett mandat: från söder till norr Askims samt Västra och Östra Hisings häraders valkrets, Sävedals härads valkrets, Inlands domsagas valkrets, Orusts och Tjörns domsagas valkrets, Lane och Stångenäs häraders valkrets (1905 namnändrad till Lane och Stångenäs samt Lysekils valkrets; att märka är att Lysekil, som blev stad 1903, i detta val alltså kvarstod i sin landsbygdsvalkrets), Tunge, Sörbygdens och Sotenäs häraders valkrets samt Norrvikens domsagas valkrets. År 1872 slogs Hising, Askim och Sävedal ihop till Hisings, Askims och Sävedals domsagas valkrets, men i valet 1884 delades området på nytt, nu i Askims och Sävedals domsagas valkrets samt Västra och Östra Hisings häraders valkrets. I valet 1908 återgick man till den ursprungliga indelningen i Askims samt Västra och Östra Hisings häraders valkrets och Sävedals härads valkrets. 
Göteborg bildade hela tiden en separat valkrets, medan de övriga städerna från valet 1866 bildade Uddevalla, Strömstads, Marstrands och Kungälvs valkrets. I valet 1887 överfördes Kungälv till Vänersborgs, Åmåls och Kungälvs valkrets medan övriga städer bildade Uddevalla, Strömstads och Marstrands valkrets. I valet 1896 ändrades denna indelning så att Uddevalla och Strömstad bildade egen valkrets medan Marstrand och Kungälv fördes till Marstrands, Kungälvs, Alingsås och Ulricehamns valkrets. I valet 1908 bildade slutligen Uddevalla egen valkrets medan övriga städer tillsammans med Åmål bildade Strömstads, Lysekils, Marstrands, Kungälvs och Åmåls valkrets.
Vid införandet av proportionellt valsystem i andrakammarvalet 1911 avskaffades samtliga äldre valkretsar och landstingsområdet indelades i Göteborgs och Bohus läns södra valkrets med fem mandat och Göteborgs och Bohus läns norra valkrets med fyra. I andrakammarvalet 1921 bildade hela landstingsområdet slutligen en samlad valkrets. Antalet mandat var nio i valet 1921, åtta i valen 1924–1936 och sju mandat i valen 1940–1968. Det formella namnet var fram till 1968 Göteborgs och Bohus läns landstingsområdes valkrets och 1969–1970 Göteborgs och Bohus läns landstingskommuns valkrets.

### Ledamöter i andra kammaren

#### 1922–1924
- Bernhard Corneliusson, lmb
- Cornelius Olsson, lmb
- Oscar Olsson, lmb
- Adolf Wallerius, lmb
- Herman Andersson, bf
- Oscar Osberg, lib s 1922–1923, lib 1924
- Carl Brännberg, s
- Vilhelm Carlson, s
- Axel Ljungberg, s

#### 1925–1928
- Cornelius Olsson, lmb
- Oscar Olsson, lmb
- Adolf Wallerius, lmb
- Herman Andersson, bf
- Oscar Osberg, lib
- Carl Brännberg, s
- Vilhelm Carlson, s
- Wiktor Mårtensson, s

#### 1929–1932
- Cornelius Olsson, lmb
- Oscar Olsson, lmb
- Adolf Wallerius, lmb
- Herman Andersson, bf
- Oscar Osberg, lib
- Carl Brännberg, s
- Gustaf Karlsson, s
- Wiktor Mårtensson, s

#### 1933–1936
- Frans Hansson, lmb 1933–1934, h 1935–1936
- Ernst Olsson, lmb 1933–1934, h 1935–1936
- Adolf Wallerius, lmb 1933–1934, h 1935–1936
- Herman Andersson, bf
- Oscar Osberg, lib 1933–1934, fp 1935–1936
- Carl Brännberg, s (1933)
  - Einar Lind, s (1934–1936)
- Gustaf Karlsson, s
- Wiktor Mårtensson, s

#### 1937–1940
- Ernst Olsson (från 1939 Staxäng), h
- Adolf Wallerius, h (1/1–14/2 1937)
  - Frans Hansson, h (5/3 1937–1940)
- Herman Andersson, bf (1937–1938)
  - Herbert Hermansson, bf (1939–1940)
- Oscar Osberg, fp
- Gösta Andersson, s
- Erik Johansson, s
- Gustaf Karlsson, s
- Wiktor Mårtensson, s

#### 1941–1944
- Ernst Staxäng, h
- Carl Olof Carlsson, bf
- Waldemar Svensson, fp
- Gösta Andersson, s
- Erik Johansson, s
- Gustaf Karlsson, s (1941)
  - Carl Johansson, s (1942–1944)
- Wiktor Mårtensson, s

#### 1945–1948
- Ernst Staxäng, h
- Carl Olof Carlsson, bf
- Waldemar Svensson, fp
- Birger Utbult, fp
- Gösta Andersson, s
- Erik Johansson, s (1/1–30/11 1945)
  - Carl Johansson, s (19/12 1945–1948)
- Wiktor Mårtensson, s

#### 1949–1952
- Ernst Staxäng, h
- Carl Olof Carlsson, bf
- Waldemar Svensson, fp
- Birger Utbult, fp
- Gösta Andersson, s
- Carl Johansson, s
- Wiktor Mårtensson, s

#### 1953–1956
- Ernst Staxäng, h
- Carl Olof Carlsson, bf
- Waldemar Svensson, fp
- Birger Utbult, fp (1953–1954)
  - Olof Johansson, fp (1955–1956)
- Gösta Andersson, s
- Wiktor Mårtensson, s (1953)
  - Einar Dahl, s (1954–1955)
- Carl Johansson, s

#### 1957–första riksmötet 1958
- Ernst Staxäng, h
- Carl Olof Carlsson, bf/c
- Waldemar Svensson, fp
- Olof Johansson, fp
- Einar Dahl, s (1957)
  - Gunnar Gustafsson, s (1958)
- Carl Johansson, s
- Evert Svensson, s

#### Andra riksmötet 1958–1960
- Ernst Staxäng, h
- Carl Olof Carlsson, c
- Olof Johansson, fp
- Waldemar Svensson, fp
- Gunnar Gustafsson, s
- Carl Johansson, s
- Evert Svensson, s

#### 1961–1964
- Ernst Staxäng, h
- Lennart Mattsson, c
- Olof Johansson, fp
- Waldemar Svensson, fp
- Gunnar Gustafsson, s
- Carl Johansson, s
- Evert Svensson, s

#### 1965–1968
- Nils Carlshamre, h
- Lennart Mattsson, c
- Henry Berndtsson, fp
- Olof Johansson, fp (1965–1966)
  - Georg Åberg, fp (1967–1968)
- Gunnar Gustafsson, s
- Carl Johansson, s
- Evert Svensson, s

#### 1969–1970
- Nils Carlshamre, m
- Lennart Mattsson, c
- Henry Berndtsson, fp
- Georg Åberg, fp
- Gunnar Gustafsson, s
- Sven Olsson, s
- Evert Svensson, s